# دهستان جناح
شهر جناح
شهر جناح شهری است از توابع بخش جناح شهرستان بستک در غرب استان هرمزگان در جنوب ایران واقع شده‌است. این شهر تا بستک مرکز شهرستان ۳۰ کیلومتر فاصله دارد.

## جمعیت
جمعیت دهستان جناح طبق سرشماری عمومی نفوس و مسکن در سال ۱۳۸۵، برابر با ۵۹۴۳ نفر بوده‌است.